# Миле Стерјовски
Миле Стерјовски (енгл. Mile Sterjovski; Вулонгонг, 27. мај 1979) је аустралијски фудбалски тренер и бивши фудбалер. Тренутно је тренер Макартура. Играо је на позицији крила.
Стерјовски је са очеве стране пореклом из Северне Македоније.

## Успеси
Базел
- Суперлига Швајцарске (1) : 2004/05.[6]
- Куп Швајцарске  (1) : 2006/07.[7]

Сентрал Коуст маринерси
- А лига Аустралије (1) : 2012/13.[8]

 Аустралија
- Куп конфедерација:  2001.[9]
- ОФК куп нација (1) :  2004.[10]

Појединачни
- Златна копачка ФК Перт глори: 2010.[11]